# アンソニー・イーデン
初代エイヴォン伯爵ロバート・アンソニー・イーデン（英語: Robert Anthony Eden, 1st Earl of Avon KG PC、1897年6月12日 - 1977年1月14日、アントニー・イーデン）は、イギリスの政治家、軍人、貴族。同国第64代首相（在任：1955年4月7日 - 1957年1月10日）。外務・英連邦大臣を歴任した。最終階級は少佐（Major）。

## 経歴

### 前半生
第7代および第5代準男爵サー・ウィリアム・イーデンと妻シビル・フランシス（グレイ伯爵家の分流でイギリス東インド会社の植民地行政官だったウィリアム・グレイの娘）の間の三男として、1897年6月12日に生まれた。
イートン・カレッジ、オックスフォード大学クライスト・チャーチで教育を受けた後、1914年7月に第一次世界大戦が勃発すると大尉として従軍する。イーペルの戦いにも参加し、後に第二次世界大戦の敵国の元首であるアドルフ・ヒトラーとは戦線を挟んで対峙していた。

### 若き政治家
1922年11月の庶民院総選挙にウォリック・アンド・レミントン選挙区から保守党候補として出馬したものの落選し、1923年12月の選挙で当選した。1923年11月には銀行家の娘のベアトリス・ベケットと結婚し、2人の子をもうけたが夫婦仲は良くなかった。
1924年1月からの保守党内閣では内務大臣の議会担当秘書官を務め、1931年9月に外務次官に就任した。1933年12月にはラムゼイ・マクドナルド内閣の王璽尚書として初入閣を果たした。この時期のイーデンはファッションリーダー的存在としても注目を集め、彼の愛用した帽子はアンソニー・イーデン・ハットと呼ばれ、外交官や公務員の間で流行した。

### 最初の外相時代
1935年12月にスタンリー・ボールドウィン内閣が成立すると、イーデンは国際連盟担当の無任所大臣となり、12月22日には外務大臣に就任した。以降ボールドウィンと、後を継いだネヴィル・チェンバレンの宥和政策に基づく、対イタリア・対ドイツにとって融和的な外交活動を行ったが、彼の中で宥和政策に対する疑念は高まりつつあった。
1938年2月20日、チェンバレン首相とイーデンとの間で対イタリア政策における意見の対立が解消できず、イーデンは外相を辞任した。後にイーデンはチェンバレンがイタリアのベニート・ムッソリーニ首相との間で、秘密交渉を行っていたことが原因だと述べている。その後の彼はウィンストン・チャーチルらと共に対ドイツ・イタリア強硬策を唱えるグループを形成するようになる。少佐として軍務に復帰した。

### 戦時内閣の外相
1939年9月の第二次世界大戦勃発後、イーデンはチェンバレン戦時内閣の自治領大臣として入閣した。チェンバレンが辞職してチャーチルが首相となると陸軍大臣となり、1940年12月に外相に復帰した。在任中は連合国や中立国などとの交渉で、特にアメリカとの特別な関係を築くために活動した。また政治戦争執行部の執行委員として対枢軸国のプロパガンダにも参加している。また、この頃から中東政策に関心が高く、1941年5月29日からはアラブ連盟を構想し、1942年8月に中東司令部最高司令官に就任している。同年に庶民院議長にもなった。
一方で1945年6月23日に長男のサイモン・ガスコインがビルマ戦線で戦死し、ベアトリスとの関係は修復不可能になった。

### 戦後
1945年7月の選挙での保守党の敗北後、イーデンは保守党の副党首に就任した。1950年6月にはベアトリスと離婚し、1952年8月にチャーチルの姪のクラリサ・チャーチル（1920年6月 - 2021年11月）と再婚した。1951年10月の選挙では保守党が政権復帰を果たし、チャーチル政権で3度外務大臣に就任した。この頃にはチャーチルは老衰して指導力も衰えており、外交政策はほとんどイーデンがきり回すようになった。1954年10月にはガーター勲章を受章している。

### 首相就任
1955年4月のチャーチルの引退に伴って保守党党首・首相となった。就任後間も無い5月27日に実施された総選挙では、長いチャーチル時代と変わる新鮮さとイーデンの華々しいイメージも幸いし、労働党の277議席に対して保守党は344議席という圧倒的勝利を収める。この頃のイーデンのスローガンは「Peace comes first, always」であった。

### スエズ危機
1956年7月26日にエジプトのナセル大統領はスエズ運河を国有化を宣言した。これに対し、イーデンはフランス・イスラエルとの協力のもと、ナセル政権打倒、スエズ運河支配継続の準備を進めた。10月29日に秘密の取り決め通りイスラエルがシナイ半島を攻撃した。この頃イーデンらは、ソ連はハンガリー動乱を鎮圧するためハンガリーに軍を派遣しており、アメリカでは大統領選挙のため中東に注意を払うことは無いと推測していた。しかし、結局アメリカとソ連の批判と国際連合の制裁を示唆されることになり、国際連合総会では即時停戦の要求が決議された。エジプト、イスラエルが停戦を受諾し、イギリス、フランスは得るものなく11月6日停戦を受け入れた。イギリスとフランスはスエズ運河会社の喪失のみならず、エジプトに存在した他の資産も国有化され、西ヨーロッパ諸国による植民地主義の実質的敗退の事実だけが残された。

### 退陣
イーデンは元々体調不良に悩まされていたが、スエズ危機で更に健康を害し、1957年1月9日に閣議において辞任を表明した。この閣議では「諸君はみな私を捨てようとしている、捨てている」と叫び、理性を失いながら涙を流し続けた。
また、スエズ危機対処の失敗は、その利権の喪失に加えて莫大な戦費の支出からポンド下落を招いて経済力の低下を招くなど、イギリス帝国の凋落を招く直接的な原因になったと言える。

## 後半生
1957年1月の首相退陣後は妻のクラリッサと共にウィルトシャー州に隠棲し、いくつかの回顧録を書いた。1961年7月にエイヴォン伯爵が授けられ、貴族院議員となった。1977年1月14日に肝臓ガンのため、ソールズベリーで死去した。
1985年8月17日に次男のニコラス・イーデンの死去により、エイヴォン伯爵は2代で廃絶した。

## 著作
- 『イーデン回顧録』、湯浅義正・町野武・南井慶二訳　
  - 全4冊、みすず書房、1960-64年、新装版2000年

## 栄典

### 爵位
1961年7月12日に以下の爵位を新規に叙された。
- 初代エイヴォン伯爵(1st Earl of Avon)
(勅許状による連合王国貴族爵位)
- ウォリック州におけるロイヤル・レミントン・スパの初代イーデン子爵（1st Viscount Eden, of Royal Leamington Spa in the County of Warwick）
(勅許状による連合王国貴族爵位)

### 勲章・栄典
- 1934年6月4日指名、29日宣誓: 枢密顧問官（P. C.）[10][11]
- 1954年10月26日: ガーター勲章ナイト（Knight, Order of the Garter、K.G.）[12]

## 家族
1923年11月5日に初代準男爵サー・ジャーヴァス・ベケットの娘であるベアトリス・ベケット（1957年6月29日没）と結婚し、以下の2子をもうけたが、1950年に離婚した。
- サイモン・ガスコイン（Simon Gascoyn、1924年11月13日 – 1945年6月23日） - 第二次世界大戦のビルマ戦線で戦死した[4]
- ニコラス（1930年10月3日 – 1985年8月17日） - 第2代エイヴォン伯爵[4]

1952年8月14日にジョン・ストレンジ・スペンサー＝チャーチル（ウィンストン・スペンサー＝チャーチル首相の弟）の娘であるアン・クラリッサと再婚したが、彼女との間に子供はなかった。